# General Motors-staking van 2019
De General Motors-staking van 2019 was een werkstaking in september en oktober 2019 in de Verenigde Staten waarbij zo'n 48.000 werknemers bij autofabrikant General Motors (GM) het werk neerlegden. Het was de eerste grote staking in de Amerikaanse automobielsector in meer dan 10 jaar tijd.
Tijdens de Grote Recessie hadden gesyndiceerde werknemers van General Motors allerlei toegevingen gedaan op hun arbeidsvoorwaarden om hun werkgever de kans te geven zich te herstellen na de financiële crisis. Algauw maakte GM echter weer winst, terwijl verloning niet mee steeg. Het personeel was ook misnoegd om de sluiting van Amerikaanse fabrieken. Amper 2 dagen nadat de toenmalige collectieve arbeidsovereenkomst tussen GM en de United Auto Workers (UAW) ten einde liep, op 16 september middernacht, gingen zo'n 48.000 GM-werknemers in staking. De stakers werden gesteund door de Democratische presidentskandidaten Bernie Sanders, Joe Biden, Elizabeth Warren, Amy Klobuchar en Tim Ryan. Op 16 oktober werd aangekondigd dat GM en de UAW een overeenkomst hadden bereikt. De staking eindigde na de goedkeuring door de vakbondsleden op 25 oktober. 